# Kirpal Singh
Kirpal Singh (Sayyad Kasran, 6 febbraio 1894 – Nuova Delhi, 21 agosto 1974) è stato un mistico indiano.
Considerato fra i massimi Maestri spirituali di tutti i tempi, ha ricoperto il ruolo di Presidente della “Fratellanza Mondiale delle Religioni” organizzazione riconosciuta dall'UNESCO comprendente rappresentanti di tutte le maggiori religioni del mondo.
Scrisse numerosi libri d'importanza fondamentale per l'uomo moderno, che abbracciano l'intero campo spirituale, morale e religioso, oggi tradotti in numerose lingue. Il suo insegnamento basilare consiste nello stabilire un contatto col Potere di Dio in espressione, chiamato Parola nella Bibbia, Naam, Shabd, Om, Kalma ecc. nelle altre scritture. La disciplina di carattere universale da lui insegnata, è alla base dell'esperienza spirituale originaria di tutte le maggiori religioni che hanno resistito alla prova del tempo, come egli dimostra nel suo importante libro “Naam o la Parola”. Essa è stata definita Via dei Maestri (Sant Mat), Meditazione sulla Parola divina o Yoga della Corrente di Suono (Surat shabd yoga).

## Biografia
Kirpal Singh è nato nel villaggio agricolo di Sayyad Kasran nel Punjab pakistano che all'epoca apparteneva all'India. Si sposò molto giovane ed ebbe tre figli; lavorò come funzionario nel governo indiano raggiungendo una posizione elevata. Nel 1946 si ritirò dall'impiego mantenendosi da allora in poi con la sua pensione.

### Il discepolato
Fin da giovane età intraprese una ricerca spirituale, che lo condusse da molti sufi, yogi e mistici, ma non ne accettò alcuno come Maestro, continuando a pregare per ottenere una manifestazione divina interiore. Nel 1917 le sue preghiere ottennero una risposta: cominciò infatti a vedere durante le sue meditazioni la forma radiante di una figura di nobile aspetto che suppose fosse Guru Nanak, capostipite della religione Sikh. Nel 1924 incontrò Hazur Sawan Singh, il famoso Santo di Beas, nel suo Ashram sulle sponde del fiume omonimo, e in lui riconobbe la forma luminosa che aveva visto nei sette anni precedenti. Iniziato alla disciplina spirituale da Hazur, da allora in poi dedicò ad essa il resto della sua vita raggiungendo i vertici della Spiritualità.
Già agli inizi degli anni trenta Hazur Baba Sawan Singh citava il suo nome a coloro che chiedevano se avesse qualche discepolo veramente progredito. Negli stessi anni su ispirazione del suo Maestro iniziò la stesura del "Gurmat Siddhant" (La Filosofia dei Maestri), una monumentale opera spirituale in due volumi redatta nelle lingue Punjabi e Urdu. Essa fu pubblicata, su richiesta di Kirpal Singh, sotto il nome di Hazur Sawan Singh, a partire dal 1935, e quindi edita in Inglese negli anni '60 in 5 volumi. Nel 1939 il suo Maestro lo incaricò d'impartire l'iniziazione alla Via dello Spirito a 250 nuovi discepoli: si trattava di un grande onore e di uno dei modi tradizionali attraverso il quale il Maestro indica chi è destinato a proseguire la sua missione spirituale dopo di lui. Durante gli anni successivi Kirpal riuniva regolarmente gruppi molto numerosi di discepoli a Lahore ed Amritsar e spesso parlava in pubblico mentre il suo Maestro gli sedeva accanto.

### L'incarico
Il mattino del 12 ottobre 1947 Hazur Sawan Singh convocò il suo prediletto discepolo Kirpal Singh e gli affidò l'incarico di continuare la sua missione spirituale dopo di lui. Nel mese successivo Hazur approvò poi il progetto della Scuola dello Spirito presentatogli da Kirpal, la “Ruhani Satsang” (Scuola della Spiritualità o Scienza dell'Anima). Al termine di una breve malattia, il 2 aprile 1948 Hazur Baba Sawan Singh lasciò le sue spoglie mortali: il giorno prima avrebbe trasferito a Kirpal Singh il potere spirituale attraverso gli occhi, secondo la tradizione.
Dopo il trapasso del suo Maestro Kirpal partì insieme ad altri tre intimi discepoli per Rishikesh ai piedi delle montagne himalayane, dove trascorse i successivi cinque mesi nello Stato di samādhi (o assorbimento in Dio). Là lo raggiunsero dopo qualche tempo alcuni dei suoi familiari.
Alla stessa epoca risale l'incontro con Maharishi Raghuvacharya, allora novantenne, che divenne suo devoto confidente. Lo yogi (che per mezzo delle pratiche austere tra cui il prāṇāyāma, avrebbe avuto accesso al piano sottile o astrale), avrebbe riconosciuto subito in Kirpal la presenza di una grande anima: si sarebbe quindi alzato e sarebbe andato ad inchinarsi davanti a lui, riconoscendo con questo gesto la sua elevatezza spirituale. Morì nel 1971 all'età di centoquindici anni.
Alla fine di questo periodo d'intensa meditazione Kirpal Singh ricevette un ordine interiore dal suo Maestro: "Ritorna nel mondo e riconduci a me i miei figli". Si stabilì allora a Delhi, dove cercava rifugio la gente proveniente dal Punjab a causa della spartizione col Pakistan: là iniziò la sua opera spirituale ed umana, che ne avrebbe fatto uno dei massimi Maestri d'ogni tempo.

#### La Ruhani Satsang
A Delhi fondò la sua nuova Scuola di ricerca e realizzazione spirituale chiamata Ruhani Satsang (Scuola della Spiritualità o Scienza dell'Anima), destinata ad avere diramazioni in molte nazioni del mondo e nel 1951 costruì il "Sawan Ashram" alla periferia della città, nel quartiere di Shakti Nagar, dove i suoi discorsi spirituali (satsang) furono presto seguiti da migliaia di persone.
In India cominciò a ricevere visite di discepoli occidentali: il primo fu Rusel Jacque e il resoconto del suo soggiorno di sei mesi passati all'ashram nel 1959 (Gurudev: il signore di compassione) incoraggiò anche altri. Agli inizi degli anni settanta i discepoli che soggiornavano all'ashram erano in media di quaranta-cinquanta persone, con permanenze da tre settimane a sei mesi.

### La Fratellanza Mondiale delle Religioni
In India la reputazione del Maestro era enormemente cresciuta e nel 1957 fu eletto primo Presidente della Fratellanza Mondiale delle Religioni, organizzazione riconosciuta dall'UNESCO comprendente rappresentanti di tutte le maggiori religioni del mondo, incarico che mantenne fino al 1971, dopo aver presieduto quattro Conferenze Mondiali. Nel 1962 gli fu conferito, primo fra i non cristiani, l'ordine di San Giovanni di Gerusalemme (Cavalieri di Malta), per il suo lavoro spirituale ed umanitario. In quell'occasione ricevette le congratulazioni del Primo Ministro Nehru ed instaurò con lui un legame spirituale, che proseguì con i primi ministri Shastri e Indira Gandhi.

### I giri del mondo
Primo giro. La sua opera continuò a crescere rapidamente e nel 1955 fece il primo viaggio di diffusione dei suoi insegnamenti all'estero, trascorrendo vari mesi negli Stati Uniti ed in Europa: si trattava della prima volta che un Maestro del più alto Ordine veniva in Occidente. In quegli anni il pensiero filosofico e la conoscenza delle pratiche spirituali, patrimonio di un Oriente più avanzato nelle discipline interiori, non erano ancora diffuse in Occidente, ma Kirpal Singh ottenne che centinaia di occidentali fossero iniziati e intraprendessero il sentiero della meditazione nella sua forma più elevata di contatto con la Luce e la Parola divine. Sorsero così piccoli centri di discepoli, furono quindi incaricati dei rappresentanti a dare le istruzioni ai nuovi ricercatori dopo sua autorizzazione e il numero dei discepoli continuò ad aumentare in modo regolare.
Secondo giro. Nel 1963 intraprese il secondo giro del mondo, questa volta, in veste di Presidente della "Fratellanza Mondiale delle Religioni", incontrando leader politici ed esponenti di varie religioni, tra cui il Papa Paolo VI, il Patriarca delle Chiese Ortodosse d'Oriente Atenagora I: ottenne dai due leader religiosi un riavvicinamento dopo secoli di separazione ed incomprensioni. Contemporaneamente continuò ad istruire nuovi ricercatori sul sentiero della Via dei Maestri (Sant Mat).
Terzo giro. Il 26 agosto 1972 partì per il terzo ed ultimo viaggio in Occidente, dove profuse un grande impegno nei discorsi e negli incontri e istruendo alla Via della Spiritualità più di duemila nuovi discepoli. In Italia tenne alcuni discorsi a Milano ed a Roma, facendo particolare riferimento agli insegnamenti biblici ed alla missione del Cristo, ottenendo grande apprezzamento: fra i suoi nuovi discepoli poté annoverare anche alcuni sacerdoti ed un Vescovo di religione protestante.

### Il Manav Kendra
Ai piedi delle montagne himalayane, a Dehra Dun, venne inoltre costruito nel 1969-70 il Manav Kendra (Centro dell'Uomo). Nel progetto furono inclusi un ospedale e una scuola elementare, una casa di accoglienza per anziani e una biblioteca, dove la comunità poteva dedicarsi allo studio delle lingue, delle diverse religioni e della spiritualità. Agricoltura e allevamento praticati con metodi naturali completavano il progetto. Il Centro fu visitato dal Presidente dell'India Giri, che ne apprezzò lo spirito di servizio e l'universalità del messaggio religioso e spirituale.

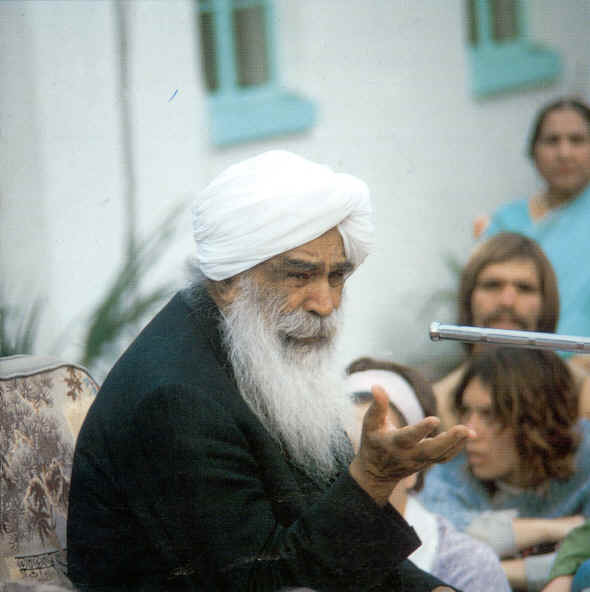
Kirpal Singh

### L'ultimo anno di vita
Nel febbraio del 1974 organizzò una grande "Conferenza Mondiale per l'Unità dell'Uomo", con più di duemila delegati, leader religiosi e politici provenienti dall'India e da ogni parte del mondo, che vide la presenza di centomila persone.
Al Kumbha Mela (Festival delle Religioni) di Hardwar, il 2 aprile dello stesso anno, radunò sadhu (monaci itineranti) e "santi uomini" nella "Conferenza dell'Unità Nazionale", allo scopo di favorire la cooperazione, eliminare ogni barriera religiosa e migliorare l'assetto economico dei poveri dell'India.
A luglio ci fu una celebrazione dell'Anniversario della Nascita del suo Maestro, durante la quale iniziò alla Via della Spiritualità più di mille persone. Il 1º agosto fu invitato a parlare al Parlamento indiano, unico Maestro dello spirito cui sia stato tributato questo particolare onore. Nello stesso mese, il 21 agosto, lasciò le spoglie mortali dopo breve malattia.

## Successione
Kirpal Singh non ha nominato pubblicamente nessun successore. Dei suoi discepoli diversi hanno assunto il ruolo di Maestri:
Suo figlio Darshan Singh, Thakar Singh, Ajaib Singh, Soami Divyanand, Pier Franco Marcenaro, Sirio Carrapa e Judith Lamb-Lion. Va annoverato anche Harbhajan Singh, che si è sempre presentato come suo Gurmukh (discepolo perfetto) più che come Satguru.
Antonio righetti

## Opere
in inglese
- The Jap Ji: The message of Guru Nanak
- Prayer: Its Nature and Technique
- Naam or Word
- Baba Jaimal Singh: His Life and Teachings
- The Crown of Life: A Study in Yoga
- Seven Paths to Perfection
- Godman
- Morning Talks
- The Night is a Jungle
- The Way of the Saints
- The Light of Kirpal
- The Teachings of Kirpal Singh
- Spiritual Elixir

in italiano
- Vita e morte (comprende "La ruota della vita" e "Il mistero della morte")
- Gli insegnamenti di Kirpal Singh